# Sigrid Hauser

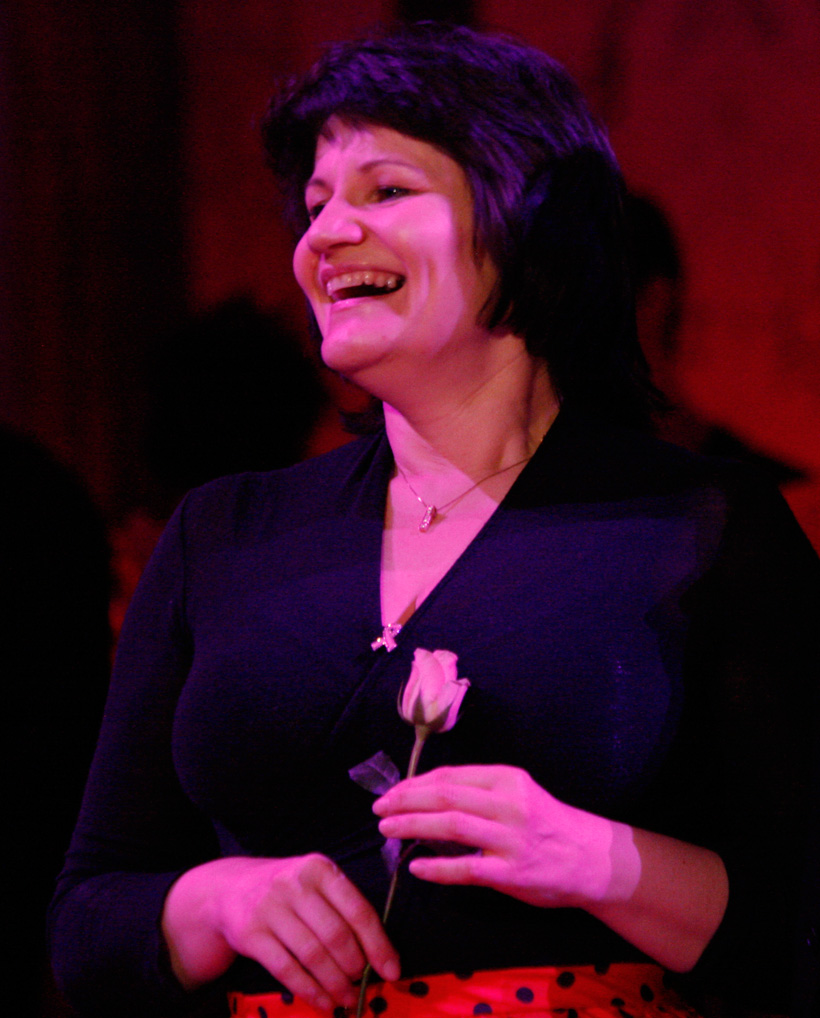
Sigrid Hauser, 2010

Sigrid Hauser (* 20. Jänner 1966 in Wien) ist eine österreichische Sängerin, Schauspielerin, Kabarettistin und Drehbuchautorin.

## Leben
Sigrid Hauser wurde in Wien geboren, absolvierte das Konservatorium der Stadt Wien und bestand die Ausbildung mit Auszeichnung. Sie erhielt erste Engagements am Graumanntheater und am Volkstheater Wien und ging mit dem Vokal-Ensemble „Tietzes“ mehrere Jahre auf Tournee. 1993 kam sie zum Kabarett Simpl, wo sie in sieben Revuen, einer Tournee und in zwei Musik-Shows mitwirkte. Einem größeren Publikum wurde sie durch die TV-Comedy-Serie „Die kranken Schwestern“ (1995–1999) bekannt. Sigrid Hauser war 2007 auch in der ORF-Comedy-Serie „Die liebe Familie“ zu sehen.
2000 debütierte Sigrid Hauser an der Wiener Volksoper („Tankstelle der Verdammten“) und war seitdem immer wieder in den Produktionen des Opernhauses zu sehen. Unter anderem hat sie dort 2010 die Hauptrolle im Broadway-Musical „Hello, Dolly“ übernommen.
Im Münchner Gärtnerplatztheater feierte sie 2012 als Rösslwirtin in der Operette „Im weißen Rössl“ ihre Premiere an diesem Haus.
Sigrid Hauser hat bei vielen ihrer Kabarettproduktionen sowie ihren Soloprogrammen „Glanz & Gloria“, „Höchstpersönlich“ und „Sex And The Sigrid“ auch als Autorin mitgearbeitet.
Sigrid Hauser lebt derzeit in Wien.

## Kabarett, Shows, Moderationen
- Broadway Melodies (1986–1988)
- Die Andrew Sisters (1988)
- Wie hoch der Mond / Die Tietzes (1990)
- Musical-Comedy-Show / Die Tietzes (1991)
- In Trance und völlig weggetreten / Die Tietzes (1992)
- Wiener Ball in Brüssel (1993)
- Opernball Wien mit Richard Oesterreicher (1993)
- Die Tietzes Viertes Programm (1993)
- „100 Jahre Ketchup“ / Kabarett Simpl (1993)
- „Burenwurst Goes Europe“ / Kabarett Simpl (1994)
- „Florence Foster Jankins Award“ / Kabarett Simpl (1994)
- „1. April 996“ / Kabarett Simpl (1995)
- „Lavendlfrau im Internet“ / Kabarett Simpl (1996)
- „Schnitzelland ist abgebrannt“ / Kabarett Simpl (1997)
- Christmas Show / Casino Baden (1998)
- „Glanz & Gloria“ / 1. Soloprogramm (1999)
- Hans Neblung Show / Bremerhaven (2000)
- „Höchstpersönlich“ / 2. Soloprogramm (2001)
- „Simpl Goes Music“/Kabarett Simpl (2003)
- Uwe Kröger & Friends / Raimund Theater (2003)
- „Sex And The Sigrid“ / 2. Soloshow (2003)
- Best Of Farkas / Stadttheater Walfischgasse Wien (2008)
- Gemeinsam für Haiti / Et. Ronacher Wien (2010)

## Bühne und Theater
- „Die Heimat grüßt die Front“ / Wiener Metropol (1987)
- „Farm der Tiere“ / Volkstheater Wien (1989)
- „Nunsens“ / Graumann Theater Wien (1989)
- „Aufruhr in Krampanien“ / Rabenhof Theater Wien (1990)
- „Die spinnen, die Römer“ / Graumann Theater Wien (1993)
- „Maxibond“ / Theater Akzent Wien (1994)
- „High Society“ / Wiener Metropol (1998)
- „Hello Dolly“ / Stadttheater Baden (2000)
- „Tankstelle der Verdammten“ / Volksoper Wien (2000)
- „Jesus Christ Superstar“ (Maria Magdalena) / St. Gallen Schweiz (2001, 2002)
- „Anything Goes“ / Bruck/Leitha Festival (2003)
- „Fame“ / St, Gallen Schweiz (2004)
- „Leading Men“ (Präsentation & Conference) / Raimund Theater Wien (2004)
- „Leading Ladies“ / Raimund Theater Wien (2004)
- „Nacht des Musicals“ / St. Gallen Schweiz (2004)
- „Best Of Simpl“ / Tulln (2004)
- „Jesus Christ Superstar“ (Maria Magdalena) / Opernhaus Graz (2004)
- „Sekretärinnen“ / Bielefeld Deutschland (2004)
- „Blutsbrüder“ / St. Gallen Schweiz (2005)
- „Der Graf von Luxemburg“ / Seefestspiele Mörbisch (2006)
- „Die Habsburgischen“ / Museumsquartier Vereinigte Bühnen Wien (2007)
- „Forbidden Ronacher“ / Museumsquartier Vereinigte Bühnen Wien (2008)
- „Guys And Dolls“ (Adelaide) / Volksoper Wien (2009)
- „Hermann Leopoldi Soiree“ / Volksoper Wien (2009)
- „Hello Dolly“ (Hauptrolle) / Volksoper Wien (2010)
- Weihnachtskonzert / Volksoper Wien (2010)
- „Guys And Dolls“ (Adelaide) / Wiederaufnahme / Volksoper Wien (2010)
- „Campiello“ / Theater in der Josefstadt Wien (2011)
- „Geistreiche Komödie“ / Stadttheater Klagenfurt (2011)
- Konzert mit der Volksopern Big Band / Wiener Volksoper (2011)
- „Musik liegt in der Luft“ (m. Viktor Gernot) / Raimund Theater (2011)
- "Die spinnen, die Römer (als Lycus) / Wiener Volksoper (2011)
- „39 Stufen“ / Stadttheater Klagenfurt (2012)
- „Die spinnen, die Römer“ (als Pseudolus) / Wiener Volksoper (2012)
- „Im Weißen Rössl“ / Gärtnerplatz Theater München (2012)
- „Anything Goes“ / Gärtnerplatz Theater München (2013)
- „Romeo & Julia – Ohne Tod kein Happy End“ / Globe Wien (2016)
- “Tschitti Tschitti Bäng Bäng” / Gärtnerplatz Theater München (2014)
- ”Drei Männer im Schnee” / Gärtnerplatz Theater München (2019)
- "Die Großherzogin von Gerolstein" (als Nepomuk) / Semperoper Dresden (2020)

## Film und Fernsehen
- 1988: Die große Chance
- 1990: Tietzvision
- 1991: Die Schmidt Show
- 1991: Comedy Express
- 1992: Jubel, Trubel, Heiterkeit
- 1992: Die nackte Not (Film)
- 1994: Höhenangst (Film)
- 1995: Die Kranken Schwestern
- 1996: Tatort – Mein ist die Rache
- 1999: Oh du mein Österreich
- 1999: Die Kranken Brüder
- 1999: Oh Baby, ein Baby (Film)
- 1999: Fröhlich Weihnacht in Schönbrunn
- 2000: Comedy Nightline
- 2000: Alles TV (Quizshow)
- 2002: Kommissar Rex (eine Folge)
- 2004–2006: Was gibt es Neues?
- 2005: Die Frischlinge
- 2006: Nowotny & Maroudi
- 2007: Die liebe Familie NG
- 2007: Quiz 13
- 2008: Das Neubacher Projekt (Film)
- 2008: Polly Adler
- 2009: The Great Hadern Show (9 Folgen)
- 2009: Comedy Millionenshow
- 2010: Hallo wie gehts (Porträt)
- 2012: Salon am Dienstag
- 2019: Wie ich lernte, bei mir selbst Kind zu sein